# بن 10: سباق مع الوقت
بن تن: سباق مع الوقت (بالإنجليزية: Ben 10: Race Against Time)‏ هو فيلم تلفزيوني أمريكي من صنف الخوارق للمخرج آليكس وينتر، مستوحى من مسلسل الرسوم المتحركة بن 10 من تأليف مجموعة "مان أوف آكشن"، صدر في 21 نوفمبر 2007 على شبكة كرتون نتورك.
عرض الفيلم مدبلج للعربية لأول مرة في 5 نوفمبر 2011 على قناة كرتون نتورك بالعربية.

## القصة
تبدأ القصة في بيلوود البديل حيث يظهر شخصية سوداء غامضة في الشارع الرئيسي بالمدينة ويبدأ على الفور في تدمير الأشياء من حوله. يواجهه بِن تينيسون البالغ من العمر عشر سنوات، في شكل هيت بلاست، ويقضي عليه بعد معركة قصيرة.
في اليوم التالي، يعود بن إلى المدرسة، ويواجه صعوبة في التكيف مع الحياة الطبيعية مرة أخرى. بعد يوم سيء، تعرض للتخويف من قبل Cash وJT وفتاتين حاول مغازلتهما سابقًا. يتحول إلى Gray Matter عن طريق الخطأ، وينتقم من خلال التسبب في الفوضى في أحد المطاعم. لاحقًا، صادف هو وابن عمه غوين تينيسون نفس الشرير الذي هزمه بِن سابقًا. يعرّفه ماكس تينيسون على أنه إيون، وهو عضو في نوع غريب يتحكم في الوقت من بعد غير معروف يُعرف باسم Chronians، والذي استولى عليه السباكون منذ ما يقرب من قرنين من الزمان. عندما وصل، كان نصف ميت وكان لديه جهاز يسمى "أيدي هرمجدون"، والذي سيفتح بوابة إلى بُعد موطنه ويطلق العنان لعرقه على الأرض إذا تم تفعيله. يسافرون إلى منشأة الاحتواء حيث من المفترض أن يظل إيون في حالة تعليق للرسوم المتحركة، لكنهم يجدونها فارغة وحارسه يتقدم في السن على وشك الموت. يخبر الحارس ماكس بعدم السماح لإيون بالعثور على متجر الأجهزة، حيث تم الاحتفاظ بالأيدي، ويحذر بن من أن إيون يلاحقه.
أثناء عودته إلى بيلوود، يأخذ ماكس بِن وجوين إلى أيدي هرمجدون، تحت حراسة عدد قليل من السباكين المتبقين. يتبعهم إيون ويقتحم المنشأة، لكن لا يمكنه تنشيط الجهاز. عندما يحاول بن استخدام الأومنيتريكس، يتعطل ويتوهج باللون الأرجواني الساطع ويؤذي بِن. يحاول إيون اختطاف بِن، مدعيًا أن ذلك عملية إنقاذ، لكن بِن يهرب. تمكن إيون من محاصرة بِن، موضحًا أن جنسه تعلم التحكم في الوقت نفسه، لكنهم حاصروا أنفسهم بإساءة استخدام قوتهم. يدعي أن مصيره متشابك مع مصير بِن. يخاف سباك مسن إيون قبل أن يتمكن من توضيح الأمر.
ينصح ماكس بن بمغادرة بيلوود حتى لا يجده إيون، لكن بِن يرفض، وتوصلوا إلى اتفاق حيث سيتم مراقبة بِن يوميًا بواسطة السباكين. عندما يذهب بِن إلى صالة الألعاب الرياضية بالمدرسة ليكون بمفرده، نصب له إيون كمينًا، وحاول استخدام أومنيتريكس، مدعيًا أنه يُظهر لبن مستقبله. ومع ذلك، يتحرر بِن ويتحول إلى Diamondhead ويقاتله. في وقت لاحق من تلك الليلة، قرر بن استدراج إيون إلى الفخ عن طريق ترك نفسه مفتوحًا عمدًا، لكن هذا يأتي بنتائج عكسية ويتم القبض عليه مع غوين وماكس.
في منشأة السباك التي تخزن أيدي هرمجدون، يوضح إيون أن الأومنيتريكس يسمح لبن فقط بالبقاء في أشكاله الفضائية لمدة عشر دقائق كإجراء آمن، لمنعهم من إرباك نفسه وشخصيته البشرية بشخصية النموذج. يكشف أيضًا أنه نسخة شريرة من بِن من جدول زمني بديل، والذي أراد ماكس إخفاءه عن بِن. يقوم إيون بإلغاء تنشيط نظام الأمان، ويحول بِن إلى Chronian طائش تحت سيطرته، حيث يجب أن يتم تشغيل الأيدي بواسطة Chronian شاب. في هذه الأثناء، يحرر السباكون المسجونون، جنبًا إلى جنب مع غوين وماكس، أنفسهم ويقومون بعملية الإنقاذ. بينما يحاول ماكس التضحية بنفسه لتعطيل الأيدي، يتواصل غوين مع بِن في شكله المزمن. يعود بن إلى وضعه الطبيعي، وبمساعدة السباكين الآخرين، يتمكن من إنقاذ ماكس وتعطيل الفجوة الزمنية، مما يعيد جنس إيون إلى بُعده.
يظهر إيون الأكبر سنًا مرة أخرى غاضبًا من انتصار بِن. يتحول بِن إلى Wildmutt ويقاتله، ويطرحه في أيدي هرمجدون، ويدمر كلاً من اليدين وإيون. يأخذ غوين Wildmutt إلى عرض المواهب الذي تقيمه المدرسة، حيث يؤدون خدعة سحرية ويفوزون بالمركز الثاني. بعد العرض، يوصي الجد ماكس بأن الوقت قد حان لمنح الأومنيتريكس قسطًا من الراحة لفترة من الوقت ويذهب هو وبِن وغوين لتناول البيتزا. يعترف بِن بأنه سيفتقدها. فجأة، في الفضاء، يتجمع أسطول فضائي، مما يشير إلى عودة عدو بِن وماكس اللدود فيلجاكس.

## طاقم التمثيل
- غراهام فيليبس بدور بن تنيسون
- كريستين أنهولت [الإنجليزية]
- هالي رام
- بيت ليتلفورد
- دون مكمانوس
- ساب شيمونو
- ألوما رايت
- روبرت بيكاردو
- لي ماجورز بدور ماكس تنيسون
- تايلر باتريك جونز بدور كاش موراي
- تايلر فودن بدور جي تي

### الدبلجة العربية
- رنا الرفاعي - بن تنيسون
- إيمان بيطار - غوين تنيسون
- سمير معلوف - ماكس تنيسون
- بيان أبو شقرا - إيون، بن إيون، هيت بلاست
- سعد حمدان - جاكوبس
- رالين داغر
- ناجي شامل - رجل عجوز، دايمون دهيد
- حسان حمدان - كاش موراي، غري ماتر
- رنا زيتوني
- علي الزين - إدوارد وايت
- روزي اليازجي - لويس دالتون (مدرجة باسم روزي يازجي)
- ربيع بحر صافي - كارل تنيسون
- زينة ضاهر
- إبراهيم ماضي
- أسمهان بيطار - ساندرا تنيسون

## وصلات خارجية
- الموقع الرسمي
- بن 10: سباق مع الوقت على موقع IMDb (الإنجليزية)
- بن 10: سباق مع الوقت على موقع روتن توميتوز (الإنجليزية)
- بن 10: سباق مع الوقت على موقع نتفليكس (الإنجليزية)
- بن 10: سباق مع الوقت على موقع ألو سيني (الفرنسية)
- بن 10: سباق مع الوقت على موقع فيلمافينيتي (الإسبانية)
- بن 10: سباق مع الوقت على موقع قاعدة بيانات الفيلم (الإنجليزية)
- بن 10: سباق مع الوقت على موقع ليتربوكسد (الإنجليزية)
- بن 10: سباق مع الوقت على موقع كينوبويسك (الروسية)